# Powel·lita
La powel·lita és un mineral de la classe dels sulfats que pertany al grup de la scheelita. Va ser anomenada així l'any 1891 per William Harlow Melville en honor del geòleg estatunidenc John Wesley Powell (1834-1902).

## Característiques
La powel·lita és un molibdat anhidre de calci amb fórmula CaMoO₄, que cristal·litza en el sistema tetragonal. És isoestructural amb la scheelita CaWO₄, amb la qual forma una sèrie de solució sòlida en què la substitució gradual del molibdè per wolframi va donant els diferents minerals de la sèrie. A més dels elements de la seva fórmula, sol portar com a impuresa wolframi.

## Formació i jaciments
És un mineral rar de formació secundària, format típicament a la zona d'oxidació dels jaciments hidrotermal de minerals del wolframi. També apareix, més rarament, en cavitats del basalt, en skarns i en roques pegmatites de tipus granit. Pot reemplaçar a la molibdenita en els jaciments d'aquesta, donant un material d'aparença foliada. També pot alterar-la i convertir-se en ferrimolibdenita. Sol trobar-se associada a altres minerals com: molibdenita, ferrimolibdenita, estilbita-Ca, laumontita o apofil·lita.
Als territoris de parla catalana ha estat descrita a les mines de Costabona, a Prats de Molló i la Presta (Vallespir), a les pedreres de marbre de Gualba (Vallès Oriental), a les mines de Toron (Espinavell, Ripollès), a la mina Fra Joan (Setcases, Ripollès) i a la mina Bessó (Ulldemolins, Priorat).